# Mô hình bán hàng liên tục
Chương trình liên tục là ưu đãi bán hàng của công ty, nơi người mua / người tiêu dùng đồng ý nhận hàng hóa hoặc dịch vụ tự động vào các khoảng thời gian đều đặn (thường là hàng tháng) mà không cần thông báo trước cho đến khi họ hủy.

## Chương trình liên tục hoạt động như thế nào
Một người tiêu dùng có thể tham gia một kế hoạch đơn giản bằng cách chấp nhận đề nghị giới thiệu về hàng hóa hoặc dịch vụ.
Các kế hoạch liên tục có thể cung cấp “thời gian dùng thử miễn phí” giới thiệu để cho người tiêu dùng tiềm năng kiểm tra hàng hóa hoặc dịch vụ và quyết định xem có tham gia chương trình hay không.
Nếu người tiêu dùng quyết định giữ hàng hóa vượt quá thời gian dùng thử miễn phí hoặc không hủy dịch vụ trong thời gian dùng thử miễn phí, không chỉ họ phải trả tiền mà còn tự động trở thành thành viên của gói.
Tham gia kế hoạch liên tục có nghĩa là người tiêu dùng đồng ý với phương thức bán hàng của chương trình miễn là họ là thành viên. Họ sẽ tự động nhận các lô hàng định kỳ hoặc phân phối dịch vụ. Người tiêu dùng sẽ không nhận được bất kỳ thông báo hoặc biểu mẫu từ chối nào trước mỗi lô hàng hoặc thời gian dịch vụ. Các lô hàng hoặc dịch vụ tiếp tục cho đến khi người tiêu dùng hủy tư cách thành viên của họ.
Một số kế hoạch liên tục cung cấp cho bạn giai đoạn "phê duyệt". Bằng cách đó, người tiêu dùng có thể kiểm tra hàng hóa và quyết định xem có giữ nó hay không và trả tiền cho nó. Nhiều chương trình bán các vật phẩm sưu tầm, như tem hoặc tiền xu, hoạt động theo cách này. Các kế hoạch liên tục khác yêu cầu mọi người phải trả tiền cho hàng hóa khi họ nhận được.

## Điều khoản và điều kiện bắt buộc của chương trình liên tục
Người bán phải cung cấp cho bạn thông tin về các điều khoản và điều kiện của kế hoạch, rõ ràng và dễ thấy trong tài liệu quảng cáo của họ.
Các điều khoản này có thể bao gồm:
- bạn trở thành thành viên nếu bạn chấp nhận hàng hóa được giới thiệu hoặc vòng dịch vụ ban đầu - trừ khi bạn hủy;
- việc giao hàng hoặc dịch vụ định kỳ sẽ xảy ra - không có thêm hành động nào từ phía bạn;
- mô tả hàng hóa hoặc dịch vụ bạn đồng ý mua;
- phải mua với số lượng tối thiểu;
- tần suất bạn sẽ nhận được sản phẩm hoặc dịch vụ;
- giải thích về thủ tục hóa đơn của gói cho từng lô hàng hoặc thời gian dịch vụ.
- bao nhiêu thời gian bạn phải xem xét hàng hóa "theo thỏa thuận" trước khi trả tiền;
- các điều khoản của chính sách hoàn lại tiền hoặc trả lại của chương trình;
- cách thức và thời điểm người tiêu dùng có thể hủy tư cách thành viên của họ;

và
- giá của hàng hóa hoặc dịch vụ nếu người tiêu dùng không hủy, kể cả giao hàng và xử lý, nếu có.

Thông thường kế hoạch sẽ sử dụng cùng một phương thức thanh toán cho các lô hàng trong tương lai mà nó đã sử dụng cho thời gian dịch vụ hoặc hàng hóa giới thiệu.

## Thông điệp của Ủy ban Thương mại Liên bang (FTC) cho người tiêu dùng
Các kế hoạch liên tục được quảng cáo trên báo, tạp chí, quảng cáo truyền hình và radio, thư trực tiếp, và qua điện thoại và Internet.
Trước khi người tiêu dùng đồng ý với bất kỳ kế hoạch nào:
- Đọc kỹ các điều khoản và điều kiện của kế hoạch để bạn hiểu rõ nghĩa vụ của tư cách thành viên trước khi tham gia.
- Giữ bản sao tài liệu kế hoạch giải thích các điều khoản và điều kiện của chương trình. Một số kế hoạch có thể gửi cho bạn thông tin này cùng với lô hàng giới thiệu.
- Nếu một lời đề nghị được thực hiện qua điện thoại, hãy lắng nghe cẩn thận và nếu bạn không hiểu các điều khoản, hãy yêu cầu người bán lặp lại chúng. Ghi lại thông tin quan trọng, chẳng hạn như số điện thoại hoặc địa chỉ dịch vụ khách hàng. Đừng nhượng bộ chiến thuật bán hàng áp lực cao; nếu bạn không muốn mua hàng, hãy cảm thấy thoải mái khi gác máy.
- Kiểm tra người bán. Liên hệ với cơ quan bảo vệ người tiêu dùng địa phương của bạn hoặc Better Business Bureau để tìm hiểu xem họ có bất kỳ khiếu nại nào trong hồ sơ hay không. Hồ sơ khiếu nại có thể cho thấy các thực tiễn có vấn đề, nhưng việc thiếu khiếu nại không nhất thiết có nghĩa là người bán không gặp vấn đề gì. Các doanh nghiệp vô đạo đức hoặc doanh nhân thường thay đổi tên và địa điểm để ẩn lịch sử khiếu nại.